# Edraianthus parnassicus
Edraianthus parnassicus är en klockväxtart som först beskrevs av Pierre Edmond Boissier och Wilhelm von Spruner, och fick sitt nu gällande namn av Eugen von Halácsy. Edraianthus parnassicus ingår i släktet Edraianthus och familjen klockväxter.
Artens utbredningsområde är Grekland. Inga underarter finns listade i Catalogue of Life.